# GARCON
GARCON（ギャルソン）は、日本のアダルトビデオメーカー・レーベル。

## 概要
「超ストリート系ギャル専門AVメーカー」というキャッチフレーズどおり、様々な企画にギャルを絡めている。ソフト・オン・デマンドに販売委託している。
5周年企画として、2012年6月、men’s eggのセクシー読者モデル「eL’s」がAV監督を務めた作品がリリースされた。7月にはユーザーから企画を募集した「AV企画グランプリ」が行われ、ノミネート5作品がリリースされた。
単体で専属契約をしている女優はいなく、多人数出演の企画作品が多い。
2013年3月、新レーベル「SOSORU」（ソソル、品番SSR-xxx）がスタートした。
2015年8月、「GARCON」（品番GAR-xxx）・「SOSORU」両公式HPの更新が停止。11月以降は、「SOSORU」と統合した「SOSORU×GARCON」（品番GS-xxx）名義でリリースがスタート、公式ホームページもリニューアルした。
2023年1月に発売した作品が最後の作品となっている。

## 主な出演女優
※単体作の複数回出演者を抜粋
- 愛乃なみ
- 月野りさ
- RUMIKA
- 桜りお
- 千乃あずみ
- さとう遥希
- 友田彩也香
- 西野エリカ
- 甲斐ミハル
- 加山なつこ
- 神波多一花
- 蓮実クレア
- 村上涼子
- 風間ゆみ
- 伊藤りな
- 仁美まどか

## 主な監督
- 望月英吾
- ビンセント・ギャル
- 天才フジタ[4]
- 桐谷ケンジ
- ジュリアーノ[1]
- 池袋店長
- 栗きんとん
- ニートたけし
- 上杉シュウジ
- れっどぼーる
- たんぶらー